# 银钩花
银钩花（学名：Mitrephora thorelii）是番荔枝科银钩花属的植物。分布于老挝、泰国、越南、柬埔寨以及中国大陆的云南、广东等地，生长于海拔750米的地区，常生于山地密林中，目前尚未由人工引种栽培。

## 别名
定春（海南东方）；大叶杂古（海南霸王岭）